# Хвиля пристрасті
Хвиля пристрасті (англ. In God's Hands) — американський бойовик 1998 року.

## Сюжет
Коли бушує неприборкана стихія океану, більшість людей намагаються триматися подалі від берега. Але є й такі, що кидаються в епіцентр шторму, щоб приручити дику бурю. Одні називають це божевіллям, інші — серфінгом, найнебезпечнішим і екзотичним видом спорту. Міккі, Шейн і Кеон подорожують по світу в пошуках нових неприступних хвиль. Безстрашна трійця підкорює хвилі і серця тропічних красунь. Коли друзі спускаються з захмарних вершин на грішну землю, здається, що все найстрашніше вже позаду. Але справжні небезпеки підстерігають їх на березі.

## У ролях
| Актор                   | Роль                 |
| ----------------------- | -------------------- |
| Шейн Доріан             | Шейн                 |
| Метт Джордж             | Міккі                |
| Метті Лью               | Кеон                 |
| Шон Томсон              | Вайатт               |
| Мейлін Пултар           | Серена               |
| Брет Майклс             | Філліпс              |
| Брайон Джеймс           | капітан              |
| Брайан Л. Кіулана       | Брайан               |
| Даррік Дьорнер          | Деррік               |
| Піт Кабрінья            | Піт                  |
| Раш Рендл               | Раш                  |
| Майк Стюарт             | Стюарт               |
| Брок Літтл              | Брок                 |
| Том Стерн               | батько Шейна         |
| Емі Гетавей             | дівчина на поїзді    |
| Вінсент Клин            | Принц Мадагаскару    |
| Леонтина Сантос Міранда | Принцеса Мадагаскару |
| Чад Рендалл             | боксер               |
| Баффало Кіулана         | начальник поліції    |
| Моніка Куон             | Лілі                 |